# Бальківці
Бальківці́ — село в Україні, у Волочиській міській територіальній громаді Хмельницького району Хмельницької області. Населення становить 847 осіб.

## Географія
У селі річка Безіменна впадає у річку Грабарку.

## Населення

### Мова
Розподіл населення за рідною мовою за даними перепису 2001 року:
| Мова       | Кількість | Відсоток |
| ---------- | --------- | -------- |
| українська | 838       | 99.29%   |
| російська  | 8         | 0.59%    |
| румунська  | 1         | 0.12%    |
| Усього     | 847       | 100%     |

## Історія села XVIII—XIX століття

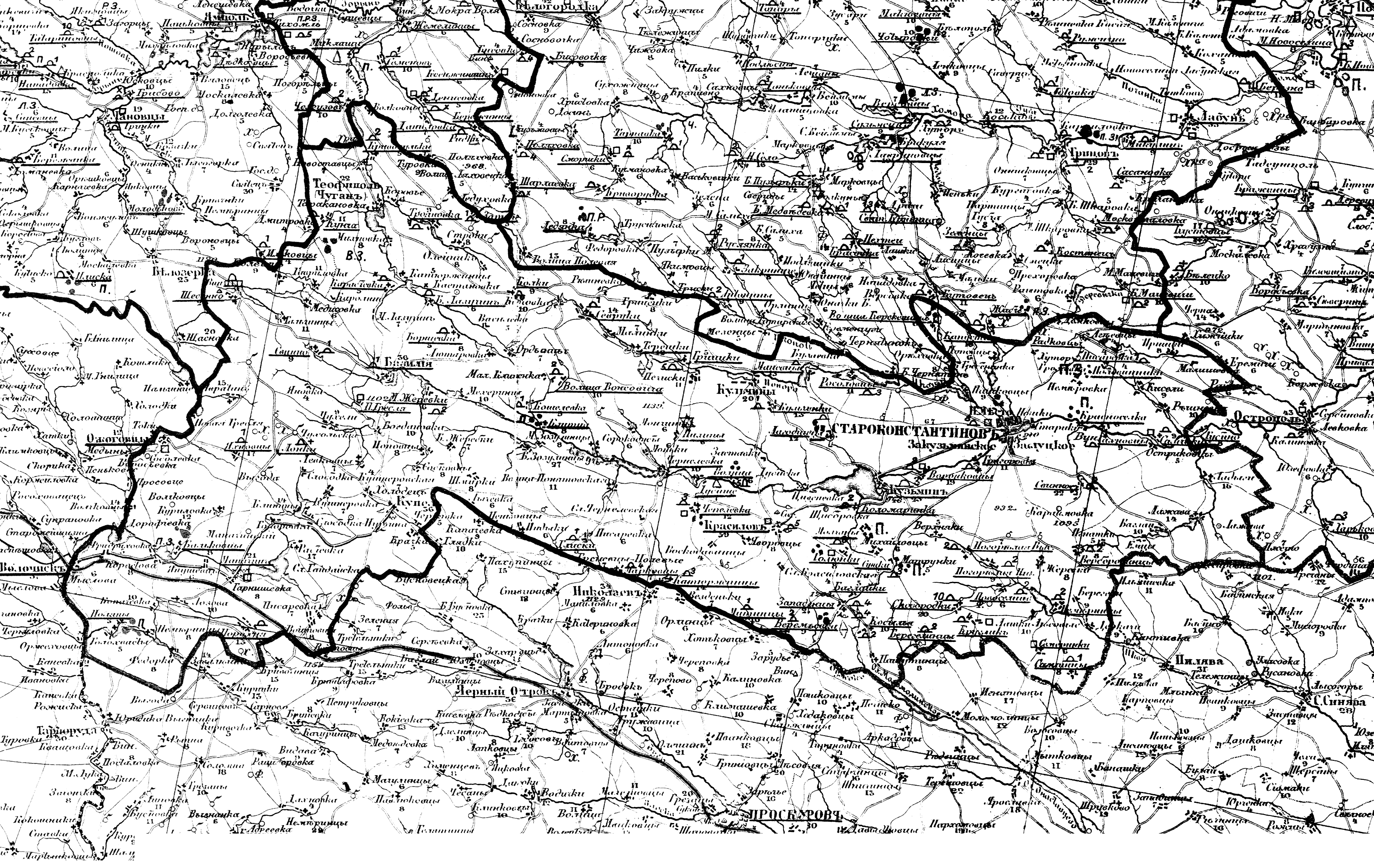
Зображення села Бальківці на карті 1900 р. Карта Староконстантиновского уезда 1900 года (фрагмент археологической карты Антоновича)

У 18-19 століттях село Бальківці знаходилося в складі Російської імперії, кордони якої з Австро-Угорською імперією проходили неподалік по річці Збруч.
Село Бальківці́ розташоване на півострові, який омивається зі сходу, півдня і заходу річкою Нікуди (сьогодні Безіменна, притока Грабарки), впадає в Користовецький став. Крім ставка та річки, жителі брали воду із двох джерел.
Місцевість хвиляста у вигляді балок і разом з тим болотяна та безлісна.
Село межувало на півночі з Ожигівцькою парафією (Почапинцями, Соболівкою), зі заходу Фридріхівкою Волочиського приходу, з півдня с. Копачівка («деревня» — село без власної церкви) Немирівської парафії і с. Лозова та сходу Янушовцями (сьогодні с. Іванівці).
Село це раніше було під владою графа Йосифа Потоцького, потім перейшло до графа Фрідріха-Йосипа Мошинського, потім до графині Жозефіни Шембек, а згодом (бл. 1860 р.) Анні Ледуховській.
Ґрунтові дороги в селі вузькі і незручні, прилягають до старого Волочиського тракту. Ґрунт — чорнозем, місцями суглиниста. Клімат помірний. Село це, по словах парафіяльного літописця (ним був місцевий священник Феодосій Пекарский), названо так від безлічі невеликих гір, розташованих навколо села у вигляді балок.
Після приєднання територій сучасної Правобережної України до Російської імперії, Бальківці у 1796 році увійшли до Староконстянтинівського повіту Волинської губернії.
7 (20) листопада 1917 року, відповідно до Третього Універсалу Української Центральної Ради, увійшло до складу Української Народної Республіки.

### Релігійне життя: стара сільська церква

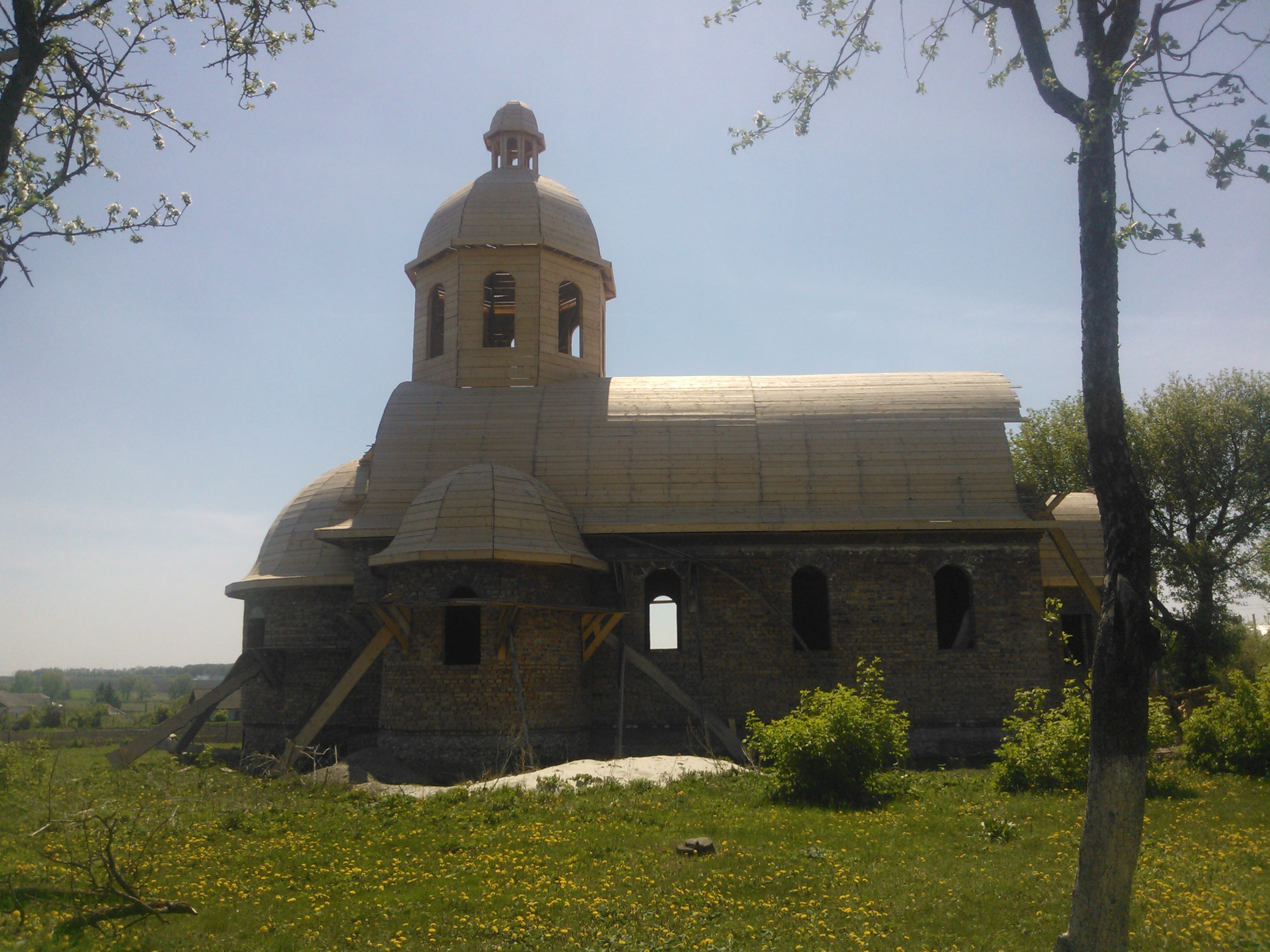
Будівництво церкви в с. Бальківці. Вигляд з північної сторони. 2013 рік.

За описами краєзнавця 19 ст. Теодоровича М. у селі діяла церква св. Архистратига Михайла. Побудована в 1750 р. на кошти прихожан. Освячена по благословенню Луцького греко-католицького єпископа Сильвестра, протоієреєм Миколою Хотовицким [Архівовано 7 лютого 2017 у Wayback Machine.].
До складу парафії входили с. Бальківці, с. Коростова та с. Вочківці.
Опис екстерєр та інтер'єру церкви
Першопочатково церква мала навколо так звану криту галерею, але при добудові церкви в 1853 р., коли потрібна була прибудова ризниці та притвор, майстром Іваном Фрадинським галерея була розібрана.
Церква стояла серед села, на рівному місті, в 40 саж. (=85,5 м.) від житлових будинків. Дерев'яна, крита залізом, обшита дошками. Кладка стін суцільна, дах — шатроподібний, на 8 скатів, трьохкупольна. Хрести на куполах металеві, позолочені, з півмісяцем на підніжжі. Вікон у храмі 13; дверей — троє, одиночні, відкриваються в середину храму.

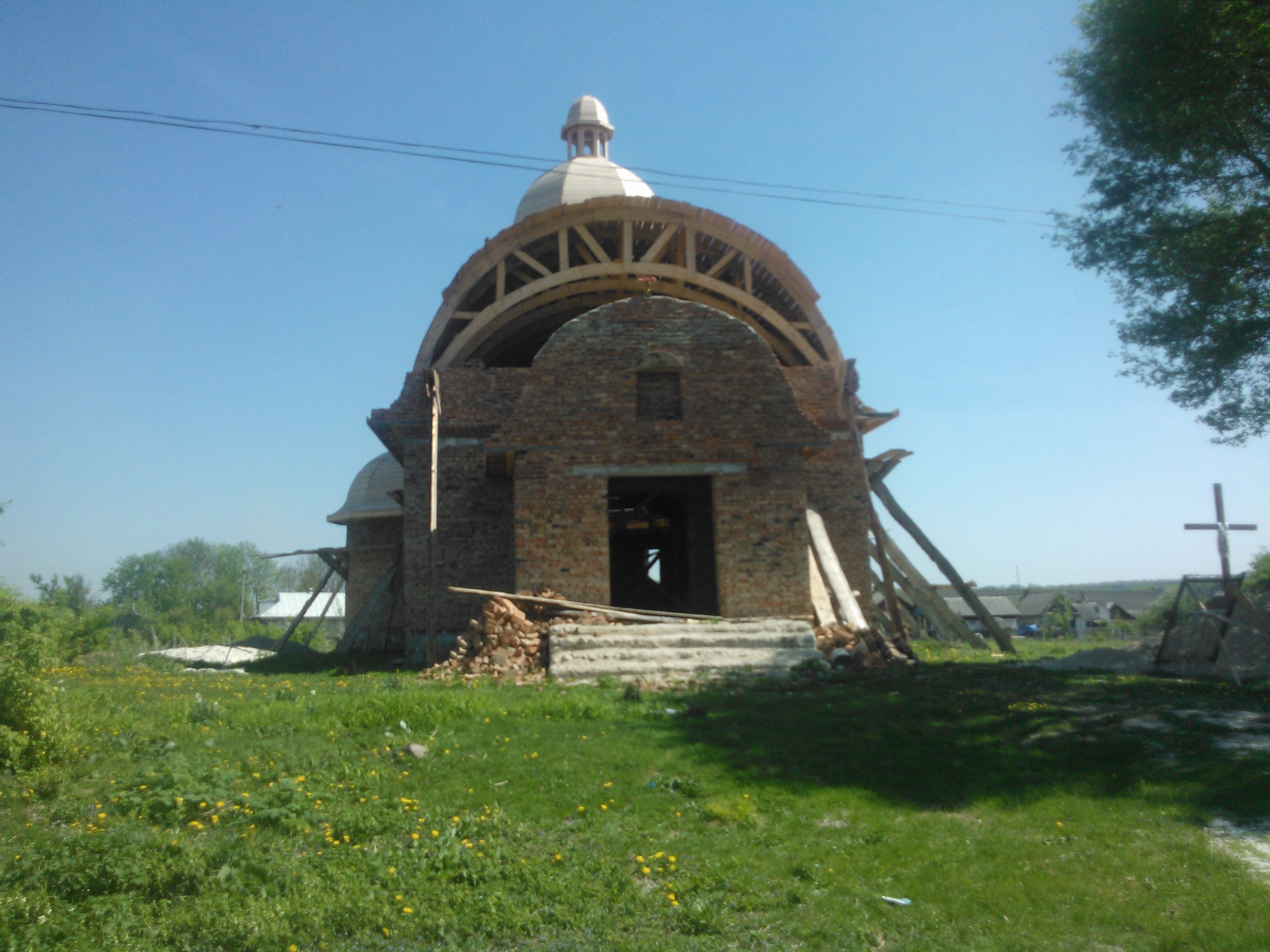
Будівництво церкви в с. Бальківці. Вигляд зі західної сторони. 2013 рік.

На захід від церкви, 3 саж. (=6,5 м), стояла на каменях дерев'яна дзвіниця, побудована в 1840 р., крита вона ялиновим ґонтом, пофарбована зверху мідянкою, а по стінах — білилами. Дзвонів — 5: Один вагою в 23 пуд. 39 ф. (=377 кг) зі зображенням Архістратига Михайла, Спасителя, Богоматері і св. Миколи Чудотворця, куплений 1 листопада 1892 року на церковний рахунок прихожан священиком Феодосієм Пекарским, з підписом: «Сей колоколъ вылить 1892 г. 24 октября вь память чудеснаго собьітія 17 октября 1888 г. за о. Феодосія Пекарскаго»; інший дзвін вагою в 3 п. 30 ф. (=50 кг.), в ім'я св. Архистратига Михайла, вилитий 1769 р.; третій, в 1 пуд11 ф. (=20 кг.), вилитий 1791 р., четвертий в 1 і. 2 ф. (=2 кг), вилитий 1827 р.; п'ятий в 31 ф. 16 лот.(=13 кг) куплений свящ. Ф.Пекарским на церковний рахунок в 1867 році. Навколо церкви дерев'яна огорожа з двома воротами побудована 1840 році на церковний рахунок священиком Герасимом Пекарским [Архівовано 7 лютого 2017 у Wayback Machine.]. Всередині церква хрестоподібна, з трапезою, вівтарем і ризницею. Стіни пофарбовані олійною фарбою, а місцями прикрашені іконописом: стіни розписані іконописцем Іпполитом Гаськевичем в 1881 році. Опалення в церкві не було.
Сліди давнього кладовища були на території Бальковецької церкви (за описом Теодоровича М. І.) були малопомітні западини, а з правого боку церкви був кам'яний хрест і кам'яна плита, але хто там похований, невідомо (не виключено, що це могли бути могили попередніх сільських священників, оскільки кам'яні хрести ставили здебільшого на чоловічі могили). На схід від церкви, за мостом (сьогодні цю частину села називають Загребля), на горі було інше старе кладовище, скасоване в 1865 році. Також там у 1750 році було засновано «нове кладовище», площею 123×60 аршинів (=0,86×0.42 км), огороджене земляним валом. На ньому розташовувався фамільний склеп Пекарских, родини місцевих священників (залишки якого є й досі на закинутому цвинтарі). Над склепом була побудована невеличка дерев'яна каплиця, початок будівництва заклав священник Герасим Пекарский, який і був похований в склепі, завершив будівництво його син священник Феодосій Пекарский.

#### Список сільських священиків
- Іоан Лобачевский 29.06.1755 р. — 7.04.1764 р.
- пресвітер Немирівської церкви о. Микита 7.04.1764 р. — 15.04.1764 р.
- Павло Михалецький 15.04.1764 р. — 13.01.1799 р. при ньому був вікарний священник Мойсей Свідерський з 4.08.1794 р. — 10.12.1796 р.
- Михайло Камінський 13.01.1799 р. — 10.07.1828 р.
- Киріак Назаревич (Вочківецький священник) 10.07.1828 р.- 5.03.1831 р.
- 1861—1864 — церква була приєднана до Вочківецької церкви — спільний священник Герасим Пекарський
- Феодосій Герасимович Пекарский 1864—1894 (до дня смерті)
- Михайло Авксантійович Костанович [Архівовано 7 лютого 2017 у Wayback Machine.] з 1894 (можемо припустити, що саме він похований на сучасному новому кладовищі. За розповідями місцевих жителів після освячення кладовища в 1920-х роках, одним із перших був там похоронений)

Церковна бібліотека складалась з 224 книг. Створена священником Ф. Пекарским у 1885 р.
Також при церкві був архів.
Проводи в Бальківцях відбуалась в Фомову неділю. Ця традиція в селі збереглась і до сьогодні.
Школа грамоти Існувала з 4 жовтня 1885 року, розміщена в будинку громади, в 1895 році учнів було 21 хлопчик і 1 дівчинка. В сусідній Коростові школа грамоти існувала з того ж часу, розміщена в приватному будинку; учнів в ній — 7 хлопчиків.

## Колективізація (1928-1933 рр.) за спогадами місцевих жителів
2013 рік, 8 травня – запис спогаду зі слів жителя села Баран Петра Степановича, 1928 року народження
«Я народився 1928 року, народився я тут в Бальківцях. Хрестили мене 19 серпня в церкві, яка стояла на тому місці де зараз будується нова. Стара в ‘1936 чи 1937 році вона була зруйнована за наказом влади, підібрали таких п’яниць, які її й розібрали (зневажливим тоном). Люди возмущалися, кричали не розбирайте, то була дерев’яна церква. В мене є ше метрика про моє хрещення, там є і підпис священика. Після приходу совєтів його і сім’ю з села десь вислали, ніхто не знав куди.
Року створення колгоспу я не пам’ятаю, був ще малим. Називався він згодом імені Демітрова. Пам’ятаю тільки, що люди не хотіли йти до колгоспу, бо в людей забирали все: худобу, коней, вози, інвентар, зерно. Мало в нас на селі висилали, частіше їх силою везли на поле робити, свої місцеві везли своїх. Але були й такі шо їх з хат виганяли і вивозили кого куди. В нас теж все забрали. Люди мусіли йти до роботи, бо не було шо їсти, зернинки в коморі не було, а там за роботу шось таки й давали. Я пам’ятаю, як мої мама казали, шо самим страшним був 33-й рік. Багато дітей було повмирало, жінки вмирали, але я не знаю хто саме, чия то родина, бо малим був. Ми ж тут на кордоні жили, до Збруча 11 кілометрів, люди контрабанду робили, брали з дому якусь матерію, перини і міняли на зерно. Багато там людей наших лапали і судили на десять років, висилали в тюрми. Було шо й на полях колоски крали, то вже як попадались то їх тоже судили (оповідач дещо схвильований). Боже мій, та зараз в людей всьо є, тільки живи і здоров’я проси, а тоді їли те шо вже подихало, гнило!…мусіли, тре було жити якось…(тяжко здихає).
В 1930 році мій батько був засуджений (оповідач хвилюється), його судили за несплату контигенту, хліба не здали. А податки такі великі платили, шо ніц людям не лишалося, були голодні всі (виправдовує). А батько сидів там де річки Сидар’я і Каракум, там він був в засланні, і там такі помер (пауза), далеко тоді всіх висилали, там він сидів три роки, а то саме голодовка була. Він там якось був втік з чоловіками на якийсь склад з зерном, голодні були, наїлись сирої пшениці, то їм жилудки полопали, від того й повмирали. Я лишився жити тільки з мамою і бабою, тяжко нам було (зітхає).
Тяжко тоді люди робили, не було ше ні тракторів, ні комбайнів все вручну робили чи кіньми, спрацьовані люди з самого дитинства. Від сходу до заходу сонця в полях, і шо з того  - ніц не мали. Робили і по святах, якшо хтось не йшов до роботи то приходили і вигонили чи штраф давали. Церкви в нас вже не було, то паску йшли святити до Копачівки чи до Підволочиська і то так, щоб ніхто не знав. Вмирали тоді від молодого до старого, боліли тяжко, лікарств не було. Хіба десь везли кіньми лічити, то бувало вже мертвим назад привозили… то тиф, то туберкульоз.
Ходив я й до школи, провчився в шести класах, в нас тут в Бальківцях була семирічна школа. Багато дуже дітей було, хто не йшов вчитись того в колгосп на роботу відправляли. Вчителів я вже не пам’ятаю добре, пропало десь з голови, знаю тільки шо директорами ніхто з наших сільських людей не був, десь з району присилали. Навчання було в дві зміни, діти не слухняні були, багато нас було в класах, школа невеличка».
2013 рік, 8 травня – запис спогаду зі слів жительки села Буряк Ганни Іванівни, 1922 року народження
«Чи пам’ятаю я як в Бальківцях колгоспне господарство зорганізовували? …(пауза). Пам’ятаю, бо то біда була. Всьо гет в людей позабирали, всьо шо лишалось мусіли здавати. Тоді на стройку колгоспу всьо забирали, а куркулів висилали. В нас тут була в селі старенька церква з таких дерев’яних дощок, дзвіниця була велика, обгороджена, фундамент був заложений на нову церкву. Вже мали тоді нову будувати заготовили таких файних дошок «сороковок», каменю на фундамент, ми ж недалечко там жили. То весь той матеріал забрали на будівництво ферм. Люди після того перестали до церкви ходити, бо не пускали їх, релігія була закрита! (оповідачка наголошує на даному факті), навіть паски не можна було святити, то таке ше було іздіватєльство (знущання), оштрафовували в колгоспі і всьо. Ніхто не мав права навіть писок роздявити ( відкрити рота), люди боялись, шоб не попасти на висилку (оповідачка переконує). Були Морозюки вислані з хати, Тарадаї були вигнані з хати, потім вони повернулись, ше було пару таких сімей, я вже позабувала…(пригадує).
Мама мої робили в колгоспі - мусіли, а батька я майже не пам’ятаю. Десь в 1932 році він був відправлений в ссилку. Він шоб сім’ю прогодувати був ходив через Збруч, обмінював там шось на їдло, бо то саме такі всі були бідні шо страх Божий. Пару раз то він був приносив і зерно якесь, то він туди ше ходив з нашими сусідами в брід по річці йшли, шоб їх там не злапали. Останній раз його там так і злапали, засудили на 10 років і він звідти так і не вернувся, росла всьо життя сиротою. А по селі так потім на нас і казали – «сім’я контрабандіста». А тре було якось виживати, голодні і холодні всі були, гнилі бараболі їли. З голоду в 1933 році люди аж пухли, від недоїдання мужики навіть вмирали, діти землю гризли. А ті хто йшов в колгосп то їм пайок давали, за кожен вихід 100 грам хліба і кусочок на дітей – так і тягнули. Нікому не бажаю пережити того, шо ми перебідували! (оповідачка схвильована)».

## Голодомор в Бальківцях 1932—1933 років
За даними різних джерел в селі в 1932—1933 роках загинуло близько 15 чоловік. На сьогодні встановлено імена 7. Мартиролог укладений на підставі поіменних списків жертв Голодомору 1932—1933 років, складених Користовецькою сільською радою. Поіменні списки зберігаються в Державному архіві Хмельницької області.
- Бобик Сергій, 50 р., 1933 р., причина смерті від недоїдання
- Борейко Тарас, 60 р., 1933 р., причина смерті від недоїдання
- Качановецький Григорій, 40 р., 1933 р., причина смерті від недоїдання
- Козак Іван, 44 р., 1932 р., причина смерті від недоїдання
- Мосьпак Катерина, 70 р., 1933 р., причина смерті від недоїдання
- Переверта Олена, 50 р., 1933 р., причина причина смерті від недоїдання
- Переверта Павло, вік невідомий, 1932 р., причина смерті від недоїдання

## Опис найдавнішого житла у селі
Найстарішим житлом на території с. Бальківці є хата Мельник Ніни Іванівни, яка знаходиться по вулиці Набережній, 16. Будівництво хати тривало протягом 1924 - 1926 рр. На подвір’ї біля хати знаходиться кілька господарських споруд, які як і сам будинок реставровані та знаходяться в хорошому стані. Господарство складається з власне хати, криниці, хліва з причепною спорудою, погриба. В будинку на даний момент проживає його власниця. Коло хати розташовується садок та город.
Щодо техніки будівництва хати, то воно розпочалось з певної обрядовості та викопування фундаменту, який закладався великими каменями. Стіни будинку глиняні. Ця будівля каркасної будови: по кутах будинку ставились великі балки, а самі стіни вимощувались хмизом на який накидали глину, яку загладжували, а потім після висихання білили. До складу глини добавляли домішки з тирси та соломи. За словами власниці у 2006 році будинок було реставровано, стіни були оброблені цементом, та поверх накинута так звана «шуба». Також було розвалено та заново побудовано одну із стін будинку, що було зумовлено її осіданням. Щодо покрівлі будинку, то спочатку вона була вимощена соломою та очеретом, а потім у 60-х роках, як повідомляє Мельник Н.І., дах був перекритий металевою черепицею.
Інтер’єр будівлі також є досить цікавим, хоча зараз в ній проживає власниця. Щодо опису самої хати, то це одноповерхова прямокутна споруда, що складається з двох кімнат, кухні та сіней. Долівка будинку була глиняна, лише на кухні була вистелена дерев’яна підлога. Вже 70-х роках господар оновив підлогу, застеливши її лінолеумом. Стеля хати тримається на дубовому тесаному сволоку, який символізує міцність оселі. Господар, який будував хату, а саме батько її теперішньої власниці, вирізьбив на ньому хрест, який теж є символом-оберегом будівлі. Стіни будинку зсередини вибілені вапном. У велицій кімнаті хати розміщено старовинні вирізьблені дубові меблі, а саме сервант для посуду та шафа з дзеркалом. Також по всьому будинку знаходяться дубові двері пофарбовані у білий колір. Варто зазначити, що всі дерев’яні меблі та двері в будинку були виготовлені батьком власниці самостійно, оскільки він був відомим теслю на все село.
Праворуч від хати знаходиться господарська споруда, яку збудовано у 1926 році. В одному приміщенні знаходиться хлів (де утримують худобу) та стодола (де зберігають сухе сіно та солому). Принцип будівництва цієї будівлі такий ж самий як при будівництві хати, єдина відмінність: стелю тут не замазували глиною, а робили просто з досок. Також  по кутам набивалась дранка. До хліва у 70-х роках була добудована причепа, та замінена вся покрівля хліву. Зараз дах хліва перекритий шифером.

## ХХІ століття
24 серпня 2000 року в День Незалежності України було відкрито новозбудовану школу в с. Бальківці, будівництво якої було розпочате ще в 1992 році. Сьогодні Бальковецький НВК, у якому діють 11 класів та дитячий садочок «Росинка».
В 2007 році в центрі села біля пам'ятного обеліска загиблим у Другій Світовій війні був встановлений пам'ятний знак жертвам Голодомору та політичних репресій 1932—1933 років.
В 2009 році освячено й відкрито каплицю Божої Матері на території Бальковкцької ЗОШ на межі сіл Користова та Бальківці за кошти приватного підприємця Ялового Івана Петровича.
21 листопада 2017 року в Бальківцях освячено храм ПЦУ Архістратига Михаїла.
12 червня 2020 року, відповідно до розпорядження Кабінету Міністрів України № 727-р «Про визначення адміністративних центрів та затвердження територій територіальних громад Хмельницької області», увійшло до складу Волочиської міської громади.
19 липня 2020 року, в результаті адміністративно-територіальної реформи та ліквідації Волочиського району, увійшло до складу новоутвореного Хмельницького району.
Колишній орган місцевого самоуправління — Користовецька сільська рада.

## Символіка
Затверджена 16 травня 2018 р. рішенням № 6-38/2018 XXXVIII сесії міської ради VII скликання. Автори — В. М. Напиткін, К. М. Богатов, Актив сіл Користова і Бальківці, Педагогічний колектив Бальковецького НВК, Працівники СБК с. Користова, Завідувачка бібліотеки с. Користова.

### Герб
В червоному щиті п'ять золотих дзвонів в овал, нижній дзвін більший. В золотій главі червоний полум'яний меч в балку. Щит вписаний в декоративний картуш і увінчаний золотою сільською короною. Унизу картуша напис «БАЛЬКІВЦІ».
Полум'яний меч — символ сільського храму на честь Архистратига Михаїла; 5 дзвонів на гербі, один з яких більший, означають 5 дзвонів сільського храму.

### Прапор
Квадратне полотнище поділене горизонтально у співвідношенні 1:5 на жовту і червону частини. На верхній частині червоний горизонтальний полум'яний меч вістрям до древка, на нижній п'ять жовтих дзвонів в овал, нижній дзвін більший.

## Пам'ятки
- Іванівський гідрологічний заказник
- Пам'ятник жителям села, які загинули під час Другої світової війни.
- Пам'ятник жертвам голодомору.